# Eduardo Fernández Rubiño
Pour les articles homonymes, voir Eduardo Fernández.
Eduardo Fernández Rubiño, né le 13 septembre 1991 à Madrid, est un activiste et homme politique espagnol membre de Podemos puis de Más Madrid.

## Biographie

### Famille et études
Né à Madrid en 1991, il est le fils de Carlos Fernández Liria, essayiste et professeur de philosophie à l'université complutense de Madrid. Sa mère est factrice.
Il étudie la philosophie à l'université complutense de Madrid ; lui restant quatre matières à valider pour obtenir son diplôme lors de son élection comme député en mai 2015. Il apprécie particulièrement les idées d'Emmanuel Kant.

### Engagement politique

#### Militant étudiant
Militant pour les droits des personnes LGBT, il milite au sein de mouvements étudiants de la communauté de Madrid. Il participe à la création de la plateforme Juventud sin futuro qui appelle à manifester à Madrid en avril 2011 contre la précarité étudiante. Eduardo Rubiño déclare alors qu'il « appartient à une génération qui est en train de subir les conséquences de la sortie de la crise [de 2008]. Les mesures du gouvernement nous frappent beaucoup, surtout à ceux qui n'ont ni créé ni causé la crise ». Il dénonce le fait « d'être soumis aux va-et-vient de l'économie alors que l'on sauve les coupables de la crise avec de l'argent public ».
Après le succès de la manifestation, il participe deux mois plus tard au lancement du mouvement des Indignés, aussi dit Mouvement 15-M.

#### Entrée dans Podemos
En novembre 2013, Luis Alegre, professeur de philosophie à l'université complutense, indique alors à Rubiño que Pablo Iglesias, également professeur de philosophie dans cette même faculté, recherche une personne pour conduire et développer les réseaux sociaux du nouveau parti Podemos ; Iglesias ayant l'intention de se présenter comme tête de liste aux élections européennes du 25 mai 2014. Il choisit de rester dans l'ombre et avoue, après coup, avoir été plus heureux avant de remplir cette mission dans la mesure où toute action ou message politique est critiqué ou discuté. Il devient assesseur en communication numérique de Pablo Iglesias au Parlement européen.
Il intègre le conseil citoyen national de Podemos en novembre suivant lors de la 1re assemblée citoyenne de Podemos puis est désigné responsable des réseaux sociaux,.

#### Député à l'Assemblée de Madrid
Dans le cadre des élections à l'Assemblée de Madrid du 24 mai 2015, il figure en 27e position sur la liste présentée par Podemos et conduite par José Manuel López Rodrigo. Le parti remporte 27 mandats sur les 129 sièges en jeu et Rubiño est élu député à l'Assemblée de Madrid, quittant ses fonctions au Parlement européen. Âgé de 23 ans lors de son élection, il est le plus jeune député de l'Assemblée et remplit les fonctions de premier secrétaire du bureau d'âge devant procéder à l'élection du bureau définitif lors de la séance constitutive de la Xe législature. Il choisit de donner la moitié de ses indemnités parlementaires.
Lors de la séance constitutive de l'Assemblée, Juan Van-Halen, président du bureau d'âge, lui fait remarquer lors d'une discussion informelle qu'il est « très jeune » et qu'il « verra les problèmes que font les femmes ». Rubiño lui répond « tu t'es trompé. Ce sont les hommes qui me plaisent » et indique que « la visibilité dans les institutions est fondamentale, c'est une fierté de dire que je suis gay parce que cela rebondit sur la société civile et aide à briser des tabous ». Pablo Iglesias lui demande la permission de raconter l'anecdote sur les réseaux sociaux, ce que Rubiño accepte,.
Comme député, il siège comme vice-président de la commission de l'Éducation et de la Recherche ainsi que comme porte-parole de son groupe à la commission d'enquête sur les possibles irrégularités commises par l'Institut de droit public de l'université Roi Juan Carlos après la révélation de la possible obtention frauduleuse d'un master par la présidente régionale Cristina Cifuentes. Il prend également la parole de débats sur le collectif LGBT et critique que le parti libéral Ciudadanos passe des accords tacites avec le parti d'extrême-droite Vox,.
Dans le cadre des primaires internes régionales de novembre 2016 devant désigner le nouveau secrétaire général et sa direction, Rubiño soutient la candidature de Rita Maestre — proche des postulats défendus par le porte-parole de Podemos au Congrès des députés Íñigo Errejón — et postule en première position sur la liste au conseil citoyen régional, devant Tania Sánchez. La candidature de Ramón Espinar, proche des thèses soutenues par Iglesias, s'impose avec 50,82 % des voix et remporte 27 des 34 places au conseil citoyen. La candidature de Maestre remporte les sept places restantes, Rubiño étant le dixième candidat le mieux élu parmi l'ensemble des candidats.
En février 2017, dans le cadre de la 2e assemblée citoyenne de Podemos, il se range du côté d'Errejón dans l'affrontement interne qui l'oppose à Iglesias. Rubiño justifie sa position en énonçant qu'il croit que « ce projet offre plus de démocratie, plus de pluralité et plus d'intégration dans Podemos » et refuse la confluence entre Podemos et Izquierda Unida. Il concourt en 11e position sur la liste d'Errejón au conseil citoyen national,. Bien qu'Errejón s'incline, Rubiño est élu au conseil citoyen national. Il perd cependant ses attributions.

#### Avec Errejón et Más Madrid
En prévision des élections à l'Assemblée de Madrid du 26 mai 2019 et après l'accord politique conclu entre Errejón et Iglesias, le premier est désigné comme candidat de Podemos à la présidence de la communauté de Madrid. Les élections internes placent Rubiño en 11e position sur la liste électorale. En janvier 2019, Errejón décide de s'allier avec la maire de Madrid Manuela Carmena et créer Más Madrid ; Podemos choisissant de présenter sa propre liste électorale. Rubiño suit Errejón et figure en 13e position sur sa liste après avoir critiqué le fait que « Iglesias a choisi d'abandonner l'esprit original du projet ». Après que le parti a remporté 20 mandats sur les 132 en jeu, il se trouve réélu à l'Assemblée de Madrid.
Son nom est ensuite proposé par la formation pour occuper le mandat de sénateur par désignation de l'Assemblée de Madrid qui revient à Más Madrid en raison de son résultat électoral,. Il intègre alors le groupe de la Gauche confédérale et exerce les fonctions de porte-parole de son groupe à la commission de l'Éducation et de la Formation professionnelle, à celle de l'Égalité, à celle de la Santé, à celle des Droits de la famille, de l'enfance et de l'adolescence et à celle de la Jeunesse, entre autres.
Défenseur de la loi « trans » présentée par la ministre de l'Égalité Irene Montero qui est bloquée par le PSOE en conseil des ministres, il critique que « les partis politiques sont un reflet de la société et je crois que nous sommes encore loin d'atteindre une égalité pleine des droits et des libertés, pour peu que nous sommes déjà avancés ». Il poursuit en indiquant qu'en politique, « il y a toujours de l'intérêt pour avoir [des personnes LGBTI] dans un endroit complémentaire ou pour décorer un parti, mais pas vraiment pour le diriger ».
Il concourt en 14e position sur la liste de Más Madrid lors du scrutin madrilène anticipé du 4 mai 2021. Le parti emmené par Mónica García remporte 24 mandats et il se trouve réélu. La direction du parti décide sa nomination comme président du groupe parlementaire, spécialement chargé des questions relatives au collectif LGBT, et son remplacement par l'ancien porte-parole parlementaire Pablo Gómez Perpinyà comme sénateur désigné par l'Assemblée,.